# Löwensteiner Grund
Koordinaten: 51° 2′ 24″ N, 9° 10′ 30″ O

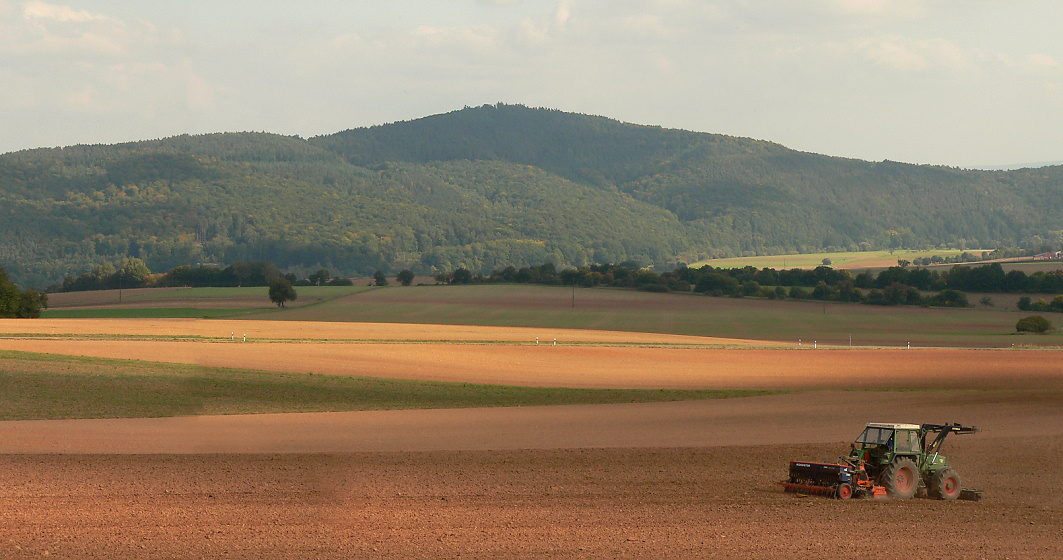
Blick von Oberurff über den Löwensteiner Grund auf die Altenburg

Der Löwensteiner Grund ist eine nahezu waldlose, intensiv landwirtschaftlich genutzte  Beckenlandschaft im Schwalm-Eder-Kreis im Südwesten Nordhessens. Sie wird westlich durch den südlichen Kellerwald und nördlich bis östlich durch Teile des Hessenwaldes begrenzt.
Das Kernland des Löwensteiner Grundes liegt an der Schwalm und unmittelbar links (= westlich) dieser von Gilsa im Süden über Niederurff und Bad Zwesten bis  zur Schwalmpforte bei Kerstenhausen im Nordosten.
Zum Naturraum Löwensteiner Grund zählt überdies der sogenannte Gilsagrund, der sich von Gilsa aus, flussaufwärts der Gilsa, über Jesberg bis Densberg nach Südwesten zieht und den Wüstegarten, mit 675 m höchster Berg des Kellerwaldes, südöstlich flankiert.

## Name
Der Landschaftsname Löwensteiner Grund rührt von dem Adelsgeschlecht derer von Löwenstein und der von ihnen erbauten Burg Löwenstein bei Oberurff-Schiffelborn, von der heute nur noch die teilweise rekonstruierte Burgruine existiert und von deren als Aussichtsturm restauriertem Bergfried man einen sehenswerten Ausblick über den Löwensteiner Grund, die Schwalmpforte und den östlichen Teil des Nationalparks Kellerwald-Edersee hat.

## Geographie

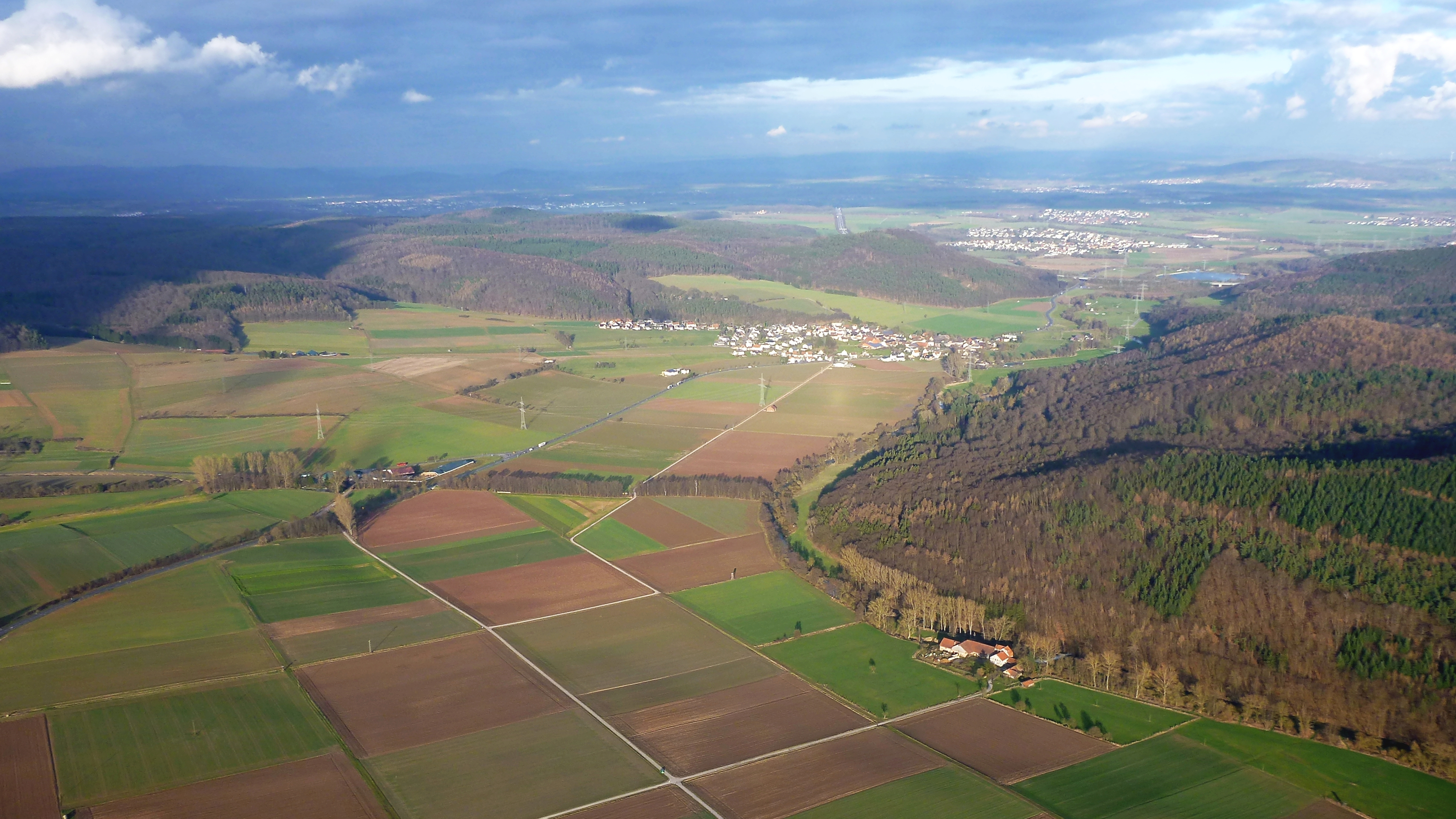
Nordostende des Löwensteiner Grunds, mit Kerstenhausen (Bildmitte) und der Schwalmpforte (Mitte rechts)

### Naturräumliche Zuordnung und Ausdehnung
Der heute mit Löwensteiner Grund bezeichnete Naturraum ist 38,09 km² groß und Teil der Haupteinheitengruppe Westhessischen Berg- und Senkenland (Kennziffer 34), der auch die umgebenden Landschaften angehören. Im Handbuch der naturräumlichen Gliederung Deutschlands wurde er Ende der 1950er Jahre noch als Teil der Westhessischen Senke (Haupteinheit 343) gesehen und im Blatt Marburg von 1960 mit dem heute Landsburger Grund genannten Naturraum unter seinem heutigen Namen, jedoch unter der Kennziffer des heutigen Landsberger Grundes (343.11) zusammengefasst.
Seit dem Blatt Arolsen von 1963, das den überwiegenden Teil der Landschaft beinhaltet (auf Blatt Marburg liegt nur der äußerste Südwesten), wird der Löwensteiner Grund jedoch unter der Kennziffer 341.7 den Ostwaldecker Randsenken (Haupteinheit 341) zugerechnet, deren südlichsten Teil er darstellt.
Seine Begrenzungen sind, im Uhrzeigersinn, beginnend im Süden, die Gilserberger Höhen (346.0; am Hundskopf 471 m) im (westlicheren) Süden, der Kellerwald (Haupteinheit 344) mit Jeust und Keller (344.00; am Wüstegarten 675 m) und den Löwensteiner Bergen (344.01; bis 447 m) im Westen sowie der Hessenwald (344.6) mit seinem Kernland (bis 413 m) im Norden, der Schwalmpforte (um 180 m) im Nordosten und dem Altenburg-Sandsteinrücken (an der Altenburg 433 m) im Osten. Der Eintritt der Schwalm vom Landsburger Grund im östlichen Süden liegt auf etwa 200 m.

### Orte
Der Löwensteiner Grund erstreckt sich von Kerstenhausen und Betzigerode im Norden bis nach Bischhausen und Reptich im Süden; von dort erstreckt sich der Südwest-Ausläufer Gilsagrund entlang des Gilsatals über Jesberg und Densberg bis zum Fuß der Burgruine Schönstein.  Größter und wirtschaftlich bedeutendster Ort im Grund ist Bad Zwesten.  Neben diesen Orten befinden sich auch Oberurff-Schiffelborn, Niederurff und Gilsa im Löwensteiner Grund.

### Gewässer

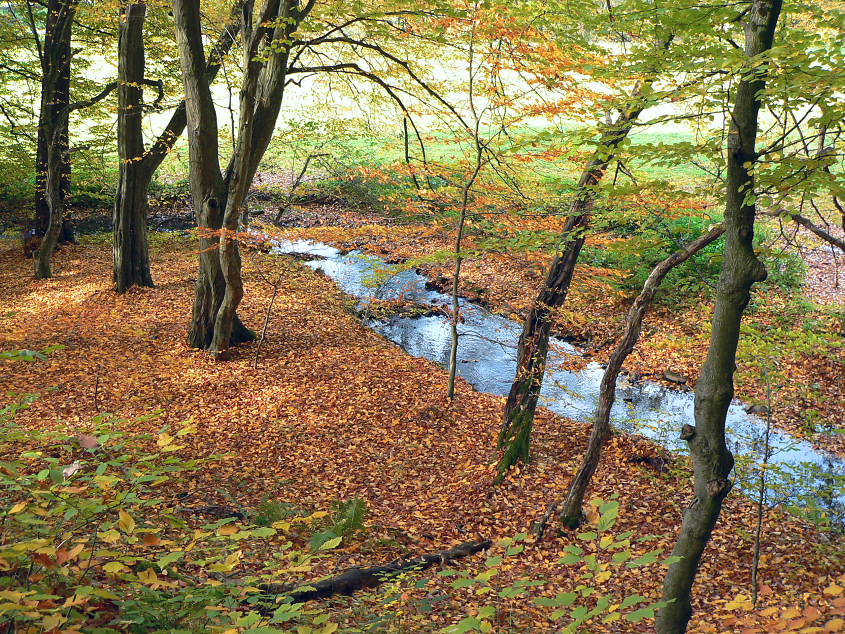
Die Gilsa im Gilsagrund unterhalb der Burgruine Schönstein

Der Löwensteiner Grund begleitet die Schwalm, die auf einer Höhe von etwa 200 m bei Bischhausen im Süden eintritt und die Landschaft auf etwa 180 m im Nordwesten verlässt. Von links (= Westen) münden innerhalb des Grundes nacheinander die Zuflüsse Gilsa (bei Gilsa), Urff (unterhalb Niederurffs) und Wälzebach (unterhalb Bad Zwestens).
Die Schwalm tritt bei Bischhausen in das Tal ein und fließt immer dicht am Ostrand der Talebene am Fuß der Westhänge von Hohenbühl (299 m) und Altenburg (433 m) entlang nach Norden, biegt um die Altenburg herum nach Osten ab und tritt östlich von Kerstenhausen durch die Schwalmpforte zwischen Hundsburg (335 m) und Kuhberg (343 m) in die Schwalmaue.
Die Gilsa tritt bei der Burgruine Schönstein in den Südwestausläufer Gilsagrund ein und bildet fortan eine Trennsenke zwischen dem Kellerwald mit dem Wüstegarten (675 m) im Norden und den Gilserberger Höhen mit dem Hundskopf (471 m) im Süden. Sie umfließt den Schönsteiner Burgberg im Uhrzeigersinn und fließt dann in ostnordöstlicher Richtung durch Densberg, Jesberg, Reptich und Gilsa, um schließlich bei Bischhausen in die Schwalm zu münden.
Die Urff bildet in ihrem Mittellauf, im Südosten des Kellerwaldes, die Grenze zwischen den Naturräumen Jeust und Keller mit dem Wüstegarten im Süden und den Löwensteiner Bergen (bis 447 m) im Norden. Sie betritt den Löwensteiner Grund unmittelbar südlich der Burgruine Löwenstein (341 m) bei Oberurff-Schiffelborn und mündet unterhalb und östlich von Niederurff in die Schwalm.

## Geologie und Boden
Der eigentliche Löwensteiner Grund liegt, anders als das den Großteil der Ostwaldecker Randsenken einnehmende Wolfhagener Becken, im geologischen Strukturraum der östlichen Waldecker Scholle, der Arolsen-Schlierbacher Scholle des sich nördlich an den Hessenwald anschließenden Waldecker Waldes. Diese zieht sich vom Grund aus noch weiter nach Süden bis zum Neustädter Sattel und nimmt den Osten der Gilserberger Höhen ein.
Dem gegenüber wird der Gilsagrund nach Norden und Süden von Hohenzügen eingefasst, die geologisch zum Kellerwald gehören, obgleich der sich südlich anschließende Hemberg naturräumlich bereits den Gilserberger Höhen zugerechnet wird. Dieses Gebiet gehört zur Südlichen Kellerwaldstruktur. 
Das geologische Fundament beider Landschaftsteile bildet Fließerde mit Ton und Schluff. Die Sand- und Schotterterrassen sind vielfach mit Lösslehm überzogen und speziell im eigentlichen Löwensteiner Grund fruchtbar, weshalb sie auch intensiv für Ackerbau genutzt werden. Bodenfeuchter ist der Gilsagrund, wo Grünland vorherrscht.
Im westlichen Norden zieht sich von Oberurff bis Bad Zwesten der den Kellerwald östlich flankierende Zechsteingürtel, der sich nordwestlich Zwestens verschmälert und entlang der Nahtstelle zwischen Hessen- und Kellerwald fortsetzt. Im Süden wird er südlich Oberurffs unterbrochen, zieht sich aber außerhalb des Löwensteiner Grundes in einzelnen Inseln noch bogenförmig um den Hemberg herum bis Gilserberg.
Inselartig ist im Gebiet des eigentlichen Löwensteiner Grundes, unmittelbar westlich der Schwalmaue südlich Zwestens, in die Fließerde Mittlerer Buntsandstein eingelagert. Im Gilsagrund wird die Fließerde durch Inseln von Gesteinen des Oberdevons unterbrochen, die um Densberg und weiter südwestlich – und damit bereits jenseits des Gilsagrundes – zum Grundgestein wird. Er ist auch das Hauptgestein der östlich und nördlich den Naturraum einrahmenden Teile des Hessenwaldes. 

## Geschichtliches
Durch die Schwalmpforte und den Löwensteiner Grund führte die alte Handelsstraße von Kassel über Fritzlar nach Marburg und von dort nach Frankfurt; heute verläuft hier die Bundesstraße 3.  Die Route wurde im Mittelalter durch die Burgen Löwenstein, Niederurff und Jesberg beherrscht und geschützt, wobei jedoch nicht immer Eintracht zwischen den Herren der Burgen sowie ihren jeweiligen Lehnsherren bestand.  Grund- und Burgherren im Löwensteiner Grund waren unter anderem die Herren von Bischofshausen/Bischhausen/Löwenstein, von Urff, von Linsingen und von Gilsa, und die Lehnsherrschaft lag teils bei den hessischen Landgrafen, teils bei Kurmainz, teils bei den Grafen von Waldeck und teils bei den Grafen von Ziegenhain.